# Plesjivets
Plesjivets (bulgariska: Плешивец) är ett distrikt i Bulgarien.   Det ligger i kommunen Obsjtina Ruzjintsi och regionen Vidin, i den nordvästra delen av landet, 110 km norr om huvudstaden Sofia.
Omgivningarna runt Plesjivets är en mosaik av jordbruksmark och naturlig växtlighet. Runt Plesjivets är det ganska glesbefolkat, med 24 invånare per kvadratkilometer.